# Austrotartessus monteithi
Austrotartessus monteithi är en insektsart som beskrevs av Evans 1981. Austrotartessus monteithi ingår i släktet Austrotartessus och familjen dvärgstritar. Inga underarter finns listade i Catalogue of Life.